# Östtysklands damlandslag i fotboll
Östtysklands damlandslag i fotboll representerade Östtyskland (DDR) i fotboll på damsidan. Laget spelade endast en match, hemma mot Tjeckoslovakien på Karl Liebknecht-Stadion i Potsdam den 9 maj 1990, och förlorade med 0–3. Laget ställde därmed aldrig upp i kval till VM, OS eller EM. Den 3 oktober 1990 upplöstes Östtyskland och Tyskland återförenades.